# 밥 키셀

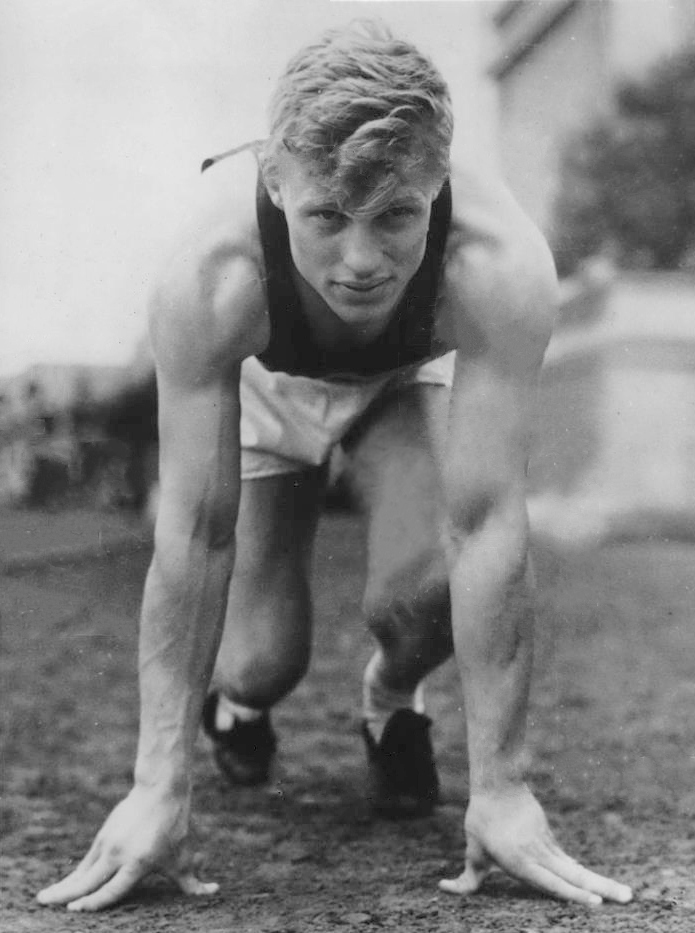

로버트 ("밥") 앨런 키셀(Robert ("Bob") Allan Kiesel, 1911년 8월 30일 ~ 1993년 8월 6일)는 전 미국의 육상 선수로 1932년 로스앤젤레스 올림픽 400m 릴레이의 금메달리스트였다.
캘리포니아주 새크라멘토에서 태어난 키셀은 캘리포니아 대학교의 학생으로서 1934년에 100m와 200m, 그리고 1932년에 220 야드(200m)에서 IC4A 선수권을 우승하였다.
로스앤젤레스 올림픽에서 그는 미국 400m 릴레이 팀의 선두 주자로 달리면서 40.0초의 세계 신기록과 우승하였다.
81세의 나이로 아이다호주 보이시에서 사망하였다.